# デングリッシュ
デングリッシュ（独: Denglisch）、エングロイチュ（独: Engleutsch）、ジャーミッシュ（英: Germish）は英語の借用語を織り交ぜたドイツ語、ドイツで用いられているが英語圏では用いられていない英単語、あるいは英語を直訳したドイツ語の文、ドイツ語を直訳した英語の文をいう。ドイツ語圏のポップ音楽、コンピューター、ビジネス、学術の世界で用いられることがある。

## 独製英語
ドイツ語には英語風であるが英語では用いられない単語、あるいは語義がある。
| 単語                | 品詞     | 意味                                                             |
| ------------------- | -------- | ---------------------------------------------------------------- |
| Back Shop           | 名詞     | パン屋、「焼く」を意味するドイツ語 backen に由来する。           |
| Beamer              | 名詞     | 映写機、プロジェクター                                           |
| Black Music         | 女性名詞 | ソウル、R&B、ヒップホップ、ラップの総称                          |
| Body Bag            | 男性名詞 | リュックサック、バックパック                                     |
| Body                | 女性名詞 | 体の線を強調する服                                               |
| Bowle               | 女性名詞 | ポンチ                                                           |
| Box Boxen（複数形） | 女性名詞 | ステレオ・スピーカー                                             |
| Brainstorming       | 名詞     | ブレインストーム                                                 |
| Casting             | 中性名詞 | オーディション、出演者募集                                       |
| catchen             | 動詞     | プロレス                                                         |
| checken             | 動詞     | 了解する (英語の check の意味もある)                             |
| City                | 女性名詞 | 市街地、商業地区                                                 |
| Claim               | 中性名詞 | キャッチフレーズ、スローガン (主に広告で用いられるものをいう)    |
| date                | 動詞     | ナンパする                                                       |
| DJane               | 女性名詞 | 女性のDJ                                                         |
| Dressman            | 男性名詞 | （男性の）モデル                                                 |
| Drive-In            | 名詞     | ドライブスルー                                                   |
| Ego-Shooter         | 男性名詞 | ファーストパーソン・シューティングゲーム                         |
| Evergreen           | 男性名詞 | 古くても若々しいもの                                             |
| Fitnessstudio       | 中性名詞 | ジム、フィットネスクラブ                                         |
| Freecall            | 名詞     | 無料通話、フリーダイアル                                         |
| Fun                 | 名詞     | 遊び、行い、性交                                                 |
| Handy               | 中性名詞 | 携帯電話                                                         |
| Happy End           | 中性名詞 | ハッピーエンド                                                   |
| jobben              | 動詞     | 簡単な短期間の仕事をする。バイトをする                           |
| Jump'n'run          | 男性名詞 | スーパーマリオブラザーズのような画面上でキャラクターが動くゲーム |
| Looser              | 名詞     | 敗者                                                             |
| Manager             | 男性名詞 | 経営者、経営の幹部                                               |
| Minijob             | 男性名詞 | 給料の低い仕事                                                   |
| Oldtimer            | 女性名詞 | 古い価値のある車、飛行機                                         |
| Papers              | 名詞     | タバコの巻紙                                                     |
| Peeling             | 中性名詞 | 体や顔の垢を落とすのに使う薬剤                                   |
| Pullunder           | 男性名詞 | スリップオーバー、スリーブレスプルオーバー                       |
| Recyclingpapier     | 中性名詞 | 再生紙、リサイクルした紙                                         |
| Servicepoint        | 名詞     | 顧客の問い合わせなどを受け付ける場所                             |
| Shooting            | 中性名詞 | 撮影                                                             |
| Shootingstar        | 男性名詞 | 流星                                                             |
| shoppen             | 動詞     | 店で品物を見る                                                   |
| Slip                | 男性名詞 | 腰にはく下着、パンツ                                             |
| Showmaster          | 男性名詞 | テレビ番組の司会                                                 |
| Stepptanz           | 男性名詞 | タップダンス                                                     |
| Talkmaster          | 男性名詞 | トーク番組の司会                                                 |
| Tischset            | 名詞     | 物の下にしく布の類                                               |
| Twen                | 名詞     | 二十代（の人）                                                   |
| Wellness-Hotel      | 中性名詞 | プール、サウナなどがついているホテル                             |

## 名称
名称の「Denglisch」は「ドイツ語」を意味するドイツ語「Deutsch」と「英語」を意味するドイツ語「 Englisch」を組み合わせたカバン語であり、「独: Engleutsch」はそれを逆の順番で組み合わせたものである。「英: Germish」は、その英語版で、ドイツ語を意味する英語「German」と英語を意味する英語「English」を組み合わせたカバン語である。